# Новомихайловский сельский округ
Новомихайловский сельский округ (каз. Новомихайлов ауылдық округі) — административная единица в составе Мамлютского района Северо-Казахстанской области Казахстана. Административный центр — село Новомихайловка. Аким сельского округа — Кургунбаев Савет Тургунбаевич.
Население — 2443 человека (2009, 3202 в 1999, 3351 в 1989).
В сельском округе имеется 3 школы, пришкольный интернат, 3 мини-центра для детей дошкольного возраста, дом культуры, клуб, 2 библиотеки, фельдшерско-акушерский пункт, 3 медицинских пункта.
В округе работают 5 товариществ с ограниченной ответственностью, 1 фермерское хозяйство, 16 крестьянских хозяйства, 36 субъектов малого и среднего бизнеса.
В состав сельского округа вошла территория ликвидированного Минкесерского сельского совета (села Минкесер, Бексеит).

## Состав
В состав округа входят такие населенные пункты:
| Населенный пункт     | Население, человек (1989) | Население, человек (1999) | Население, человек (2009) |
| -------------------- | ------------------------- | ------------------------- | ------------------------- |
| Бексеит, село        | 499                       | 549                       | 460                       |
| Катанай, село        | 355                       | 280                       | 82                        |
| Минкесер, село       | 1036                      | 980                       | 889                       |
| Новомихайловка, село | 1246                      | 1202                      | 887                       |
| Токаревка, село      | 215                       | 191                       | 125                       |